# 伊号第十二潜水艦
伊号第十二潜水艦（いごうだいじゅうにせんすいかん）は、大日本帝国海軍の潜水艦。計画名は巡潜甲型改一（じゅんせんこうがたかいいち）で、海軍省が定めた公式類別では伊九型潜水艦の4番艦。通商破壊戦に従事し、貨物船1隻を撃沈したが、1945年1月15日、マーシャル諸島近辺で消息不明となった。

## 概要
1942年（昭和17年）のマル追計画で潜水艦甲、仮称艦名第620号艦として計画され建造された巡潜甲型の1隻。戦時急造のため計画番号をS35Bと改めて製作が容易だか低出力の主機が搭載された。そのために水上速力は17.7ノットに低下している。同様にモーターの出力も1,200馬力から600馬力となり、水中速力は6.2ノットに低下した。反面巡潜甲型に比べて燃料搭載量が50t程度増えており、航続力は増大している。竣工が昭和19年であることから22号電探を装備していたと推定されるが、図面と写真が現存しておらず確認不能である。
1942年11月5日に川崎重工業神戸造船所で起工。1943年（昭和18年）8月3日進水、1944年（昭和19年）5月25日に竣工した。竣工と同時に横須賀鎮守府籍となり、訓練部隊である第六艦隊第11潜水戦隊に編入されて訓練に従事する。
9月20日に神戸を出港し、訓練を行った後の30日に呉に到着。10月4日、第六艦隊付属となる。
10月4日、伊12は通商破壊戦のために呉を出港。日本海を航行し、7日に函館に到着。8日に出港し、津軽海峡を通過して北米大陸西岸、ハワイ、タヒチ、マーシャル諸島方面へ向かった。10月29日2105、北緯31度55分 西経139度45分 / 北緯31.917度 西経139.750度の東部太平洋で潜航中、食糧等補給物資6,900トン、爆発物140トンを船倉内に、トラックをデッキに積んでサンフランシスコからホノルルに向かっていた米リバティ船ジョン･A･ジョンソン（John A. Johnson、7,176トン）を発見し、雷撃。魚雷は同船の右舷に1本が命中。その他の魚雷はジョン･A･ジョンソンの後方46mを通過し、左舷後方3000mで爆発した。被雷によりジョン･A･ジョンソンは大爆発して後部甲板が損傷。3番船倉に浸水した他、救命ボート1隻が破壊された。直後に同船は救難信号を発信するも、3分後に船橋直前部で船体に亀裂が走り、それから7分後に船体が分断された。30分後、伊12は浮上して分断されたジョン･A･ジョンソンの船体前部、船体後部に砲撃を開始。この時、機銃と乗員の拳銃で救命ボートを銃撃し、救命ボートに乗っていた乗員6名が戦死した。このため、在任中の残虐行為として伊8のジョン･ニコレット事件とともに豊田副武連合艦隊司令長官は東京裁判で起訴されたが､無罪となった。その後、ジョン･A･ジョンソンは沈没した。
1945年1月15日、北緯14度00分 東経171度00分 / 北緯14.000度 東経171.000度のマーシャル諸島北方での連絡ののちに消息不明となる。アメリカ側にも記録がなくその最後は不明である。艦長の工藤兼男中佐以下114名全員戦死。
1月31日 に中部太平洋方面で沈没と認定され、8月10日に除籍された。
撃沈総数は1隻であり、7,176トンにのぼる。

### 潜水隊
伊12は竣工と同時に訓練部隊である第六艦隊第11潜水戦隊に編入。10月4日、第六艦隊付属となるが、潜水隊には編入されないまま戦没した。

## 艦歴
- 1942年（昭和17年）11月5日 - 川崎重工業神戸造船所で起工。
- 1943年（昭和18年）7月5日 - 伊号第十二潜水艦と命名[9]、本籍を横須賀鎮守府と仮定[10]、伊九型潜水艦の4番艦に定められる[11]。
  - 8月3日 - 進水。
- 1944年（昭和19年）5月25日 - 竣工、横須賀鎮守府籍。第11潜水戦隊に編入。
  - 10月4日 - 第六艦隊直卒となる。呉を出港。
  - 10月30日 - 米貨物船ジョン･A･ジョンソン撃沈。
- 1945年（昭和20年）1月15日 - マーシャル北方で敵に発見されたとの情報を最後に消息不明[8]
  - 1月31日 - 中部太平洋方面で沈没と認定。
  - 8月10日 - 除籍。

## 潜水艦長
艤装員長
1. 工藤兼男 少佐/中佐：1944年3月5日[12] - 1944年5月25日[13]

潜水艦長
1. 工藤兼男 中佐：1944年5月25日[13] - 1945年1月31日 戦死認定、同日付任海軍大佐[14]